# Ярнефельт
Я́рнефельт (фін. Järnefelt) — скандинавський дворянський рід. Фінська гілка починається від часу Північної війни.
Фінська гілка Ярнефельтів була внесена у дворянський матрикул лицарського дому Фінляндії у 1818 році под № 42.

## Відомі носії прізвища— представники роду
- Ярнефельт Август Александер (1833—1896) — фінський генерал-лейтенант, військовий топограф, губернатор і сенатор.
- Ярнефельт Арвід (1861—1932) — фінський письменник, син Александра Ярнефельта;
- Ярнефельт Ееро (1863—1937) — фінський живописець, графік, професор, син Александра Ярнефельта;
- Ярнефельт Едвард Армас — фінський композитор і диригент, син Александра Ярнефельта;
- Ярнефельт Айно (1871—1969) — дружина композитора Яна Сібеліуса, дочка Александра Ярнефельта